# مارتي (فلم)
مارتي (بالإنجليزية: Marty) هو فيلم دراما أمريكي صدر عام 1955. من بطولة إيرنست بورغنين. يحكي قصة جزار خجول في نيويورك، يجد الحب على نحو غير متوقع.

## الميزانية والإيرادات
بلغت تكلفة إنتاج الفيلم حوالي 350,000 دولار بينما حقق أرباحا تقدر بـ 2,000,000 (/ Canada rentals), 1,500,000 (overseas rentals) دولار.

## الجوائز والترشيحات
| قائمة الجوائز والترشيحات                    | قائمة الجوائز والترشيحات                 | قائمة الجوائز والترشيحات                                       | قائمة الجوائز والترشيحات | قائمة الجوائز والترشيحات |
| الجائزة                                     | الفئة                                    | المستلم                                                        | النتيجة                  | م.                       |
| ------------------------------------------- | ---------------------------------------- | -------------------------------------------------------------- | ------------------------ | ------------------------ |
| جوائز الأوسكار                              | أفضل فيلم سينمائي                        | هارولد هيشت                                                    | فوز                      | [ 7 ] [ 8 ]              |
| جوائز الأوسكار                              | أفضل مخرج                                | ديلبرت مان                                                     | فوز                      | [ 7 ] [ 8 ]              |
| جوائز الأوسكار                              | أفضل ممثل                                | إرنست بورغنين                                                  | فوز                      | [ 7 ] [ 8 ]              |
| جوائز الأوسكار                              | أفضل ممثل مساعد                          | جو مانتيل                                                      | رُشِّح                      | [ 7 ] [ 8 ]              |
| جوائز الأوسكار                              | أفضل ممثلة مساعدة                        | بيتسي بلير                                                     | رُشِّح                      | [ 7 ] [ 8 ]              |
| جوائز الأوسكار                              | أفضل سيناريو                             | بادي تشايفسكي                                                  | فوز                      | [ 7 ] [ 8 ]              |
| جوائز الأوسكار                              | أفضل إخراج فني – بالأبيض والأسود         | إدارة فنية: تيد هوورث ووالتر م. سيموندز الديكور: روبرت بريستلي | رُشِّح                      | [ 7 ] [ 8 ]              |
| جوائز الأوسكار                              | أفضل تصوير سينمائي – بالأبيض والأسود     | جوزيف لاشيل                                                    | رُشِّح                      | [ 7 ] [ 8 ]              |
| جوائز بوديل                                 | أفضل فيلم أمريكي                         | ديلبرت مان                                                     | فوز                      | [ 9 ]                    |
| جوائز الأكاديمية البريطانية للأفلام         | أفضل فيلم من أي مصدر                     | أفضل فيلم من أي مصدر                                           | رُشِّح                      | [ 10 ]                   |
| جوائز الأكاديمية البريطانية للأفلام         | أفضل ممثل أجنبي                          | إرنست بورغنين                                                  | فوز                      | [ 10 ]                   |
| جوائز الأكاديمية البريطانية للأفلام         | أفضل ممثلة أجنبية                        | بيتسي بلير                                                     | فوز                      | [ 10 ]                   |
| مهرجان كان السينمائي                        | السعفة الذهبية                           | ديلبرت مان                                                     | فوز                      | [ 11 ]                   |
| مهرجان كان السينمائي                        | جائزة OCIC                               | ديلبرت مان                                                     | فوز                      | [ 11 ]                   |
| جوائز نقابة المخرجين الأمريكية              | إنجاز إخراجي متميز في الأفلام السينمائية | ديلبرت مان                                                     | فوز                      | [ 12 ]                   |
| جوائز الغولدن غلوب                          | أفضل ممثل في فيلم درامي                  | إرنست بورغنين                                                  | فوز                      | [ 13 ]                   |
| مهرجان كارلوفي فاري السينمائي الدولي        | أفضل فيلم                                | ديلبرت مان                                                     | رُشِّح                      |                          |
| جوائز المجلس الوطني للمراجعة                | أفضل عشرة أفلام                          | أفضل عشرة أفلام                                                | فوز                      | [ 14 ]                   |
| جوائز المجلس الوطني للمراجعة                | أفضل فيلم                                | أفضل فيلم                                                      | فوز                      | [ 14 ]                   |
| جوائز المجلس الوطني للمراجعة                | أفضل ممثل                                | إرنست بورغنين                                                  | فوز                      | [ 14 ]                   |
| المجلس الوطني لحفظ الأفلام                  | السجل الوطني للأفلام                     | السجل الوطني للأفلام                                           | مضمن                     | [ 15 ]                   |
| جوائز دائرة نقاد السينما في نيويورك         | أفضل فيلم                                | أفضل فيلم                                                      | فوز                      | [ 16 ]                   |
| جوائز دائرة نقاد السينما في نيويورك         | أفضل ممثل                                | إرنست بورغنين                                                  | فوز                      | [ 16 ]                   |
| جوائز جمعية الأفلام والتلفزيون عبر الإنترنت | قاعة مشاهير السينما: الإنتاجات           | قاعة مشاهير السينما: الإنتاجات                                 | مضمن                     | [ 17 ]                   |
| جوائز نقابة الكتاب الأمريكية                | أفضل دراما أمريكية مكتوبة                | بادي تشايفسكي                                                  | فوز                      | [ 18 ]                   |

- حصل فيلم مارتي على أول جائزة سعفة ذهبية تُمنح على الإطلاق.[11] مارتي، نهاية الأسبوع المفقودة، طفيلي، وأنورا، هي الأفلام الوحيدة التي فازت بجائزة الأوسكار لأفضل فيلم وأعلى جائزة في مهرجان كان السينمائي (حصل كل من مارتي وطفيلي على جائزة السعفة الذهبية، والتي حلت محل الجائزة الكبرى لمهرجان كان السينمائي الدولي كأعلى جائزة بدءًا من مهرجان 1955).[19][20][21]

## روابط خارجية
- مارتي على موقع IMDb (الإنجليزية)
- مارتي على موقع ميتاكريتيك (الإنجليزية)
- مارتي على موقع الموسوعة البريطانية (الإنجليزية)
- مارتي على موقع روتن توميتوز (الإنجليزية)
- مارتي على موقع نتفليكس (الإنجليزية)
- مارتي على موقع ألو سيني (الفرنسية)
- مارتي على موقع Turner Classic Movies (الإنجليزية)
- مارتي على موقع أول موفي (الإنجليزية)
- مارتي على موقع بوكس أوفيس موجو (الإنجليزية)
- مارتي على موقع فيلمافينيتي (الإسبانية)